# Павел Батицки
Па̀вел Фьодорович Батѝцки (на руски: Па̀вел Фёдорович Батѝцкий, 27 юни 1910 – 17 февруари 1984) е съветски военачалник, Герой на СССР (1965 г.), маршал на Съветския съюз (1968 г.).
През Втората световна война е командир на дивизия, а после и на корпус. През 1953 г. привежда в изпълнение смъртната присъда на Лаврентий Берия (по това време генерал-полковник Батицки е заместник-командващ на ВВС на СССР). В периода 1965 – 1966 г. е първи заместник-началник на Генералния щаб. От 1966 до 1978 г. е главнокомандващ на войските за ПВО на страната и заместник-министър на отбраната на СССР. През 1966 г. му е присвоено званието „Маршал на Съветския съюз“.

## Награди
- Медал „Златна звезда“ на Герой на Съветския съюз
- Пет ордена „Ленин“
- Орден „Октомрийска революция“
- Пет ордена „Червено знаме“
- Орден „Кутузов“ – I и II степен
- Орден „Суворов“ – II степен
- Орден „Народна република България“ – I степен
- Много други съветски и чуждестранни медали и ордени